# Jan van den Hoecke

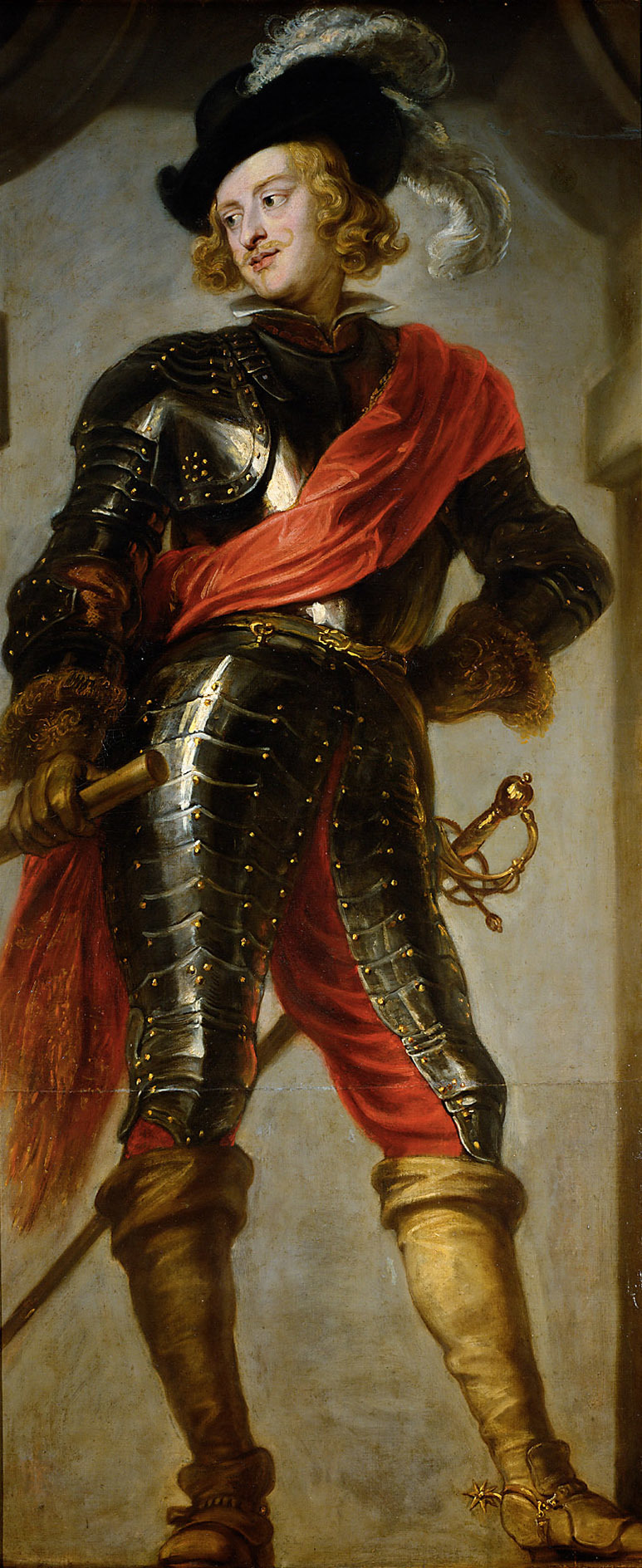
El cardenal-infante don Fernando de Austria, hacia 1635, óleo sobre lienzo, 260 × 112 cm, Viena, Kunsthistorisches Museum.

Jan van den Hoecke (Amberes, bautizado el 4 de agosto de 1611–1651) fue un pintor barroco flamenco, pintor de la corte del archiduque Leopoldo Guillermo en Bruselas donde trabajó también en la elaboración de cartones para tapices y el grabado al aguafuerte.

## Biografía
Bautizado en Amberes el 4 de agosto de 1611, hijo del también pintor Gaspar o Jaspar van den Hoecke (hacia 1585-1648), pudo completar su formación en el taller de Peter Paul Rubens, cuyo estilo tardío se advierte en las más tempranas obras conocidas de Van den Hoecke: los bocetos al óleo de escenas del Antiguo Testamento como el Triunfo de David (Kimbell Art Museum). Desde inicios de la década de 1630, con las pinturas para el techo del Banqueting Hall, Van de Hoecke habría sido, además, uno de los colaboradores más habituales de Rubens.
En 1635 colaboró en las pinturas de los arcos triunfales levantados por encargo del ayuntamiento para la Pompa Introitus Ferdinandi, la «Feliz Entrada» en Amberes del cardenal-infante don Fernando de Austria, cuya dirección corrió a cargo de Rubens. De las pinturas realizadas para aquellos decorados efímeros subsiste en la Royal Collection, en el castillo de Windsor, la que representa la batalla de Nördlingen de 1634, con la victoria de las armas imperiales pintada por Van de Hoecke y retocada por Jacob Jordaens para reparar los daños ocasionados por su exposición al aire libre antes de ofrecérsela al cardenal-infante.
Poco después marchó a Roma donde en 1644 se le registra como miembro de la congregación de los Virtuosi al Pantheon. En Italia estudió la estatuaria clásica y se acercó a Domenichino y las tendencias clasicistas romana y boloñesa, particularmente afín a Guido Reni. De 1644 a 1647 podría haber residido en Viena, llamado por el archiduque Leopoldo Guillermo a quien sirvió como pintor de corte y conservador de su colección de pinturas en Bruselas, tras su nombramiento como gobernador de los Países Bajos meridionales. Para el archiduque pintó buena parte de sus obras conocidas, ahora conservadas en el Kunsthistorisches Museum de Viena, entre ellas retratos del propio archiduque, del cardenal-infante y del emperador Fernando III como rey de Bohemia y Hungría, cartones para tapices, como los que forman la serie de los meses del año, y alegorías, alguna en colaboración con Paul de Vos, como el Cupido vencedor (Amor vincit omnia), donde es suya la figura de Cupido.
En cuanto a pinturas de devoción y para la Iglesia, fuentes antiguas citan una Crucifixión con la Virgen, san Juan y san Antonio pintada para la iglesia de los recoletos de Brujas, ahora en la catedral de San Salvador, pero se han perdido otras obras de igual naturaleza citadas por las mismas fuentes, como un Martirio de san Esteban para Saint-Omer. Otras obras se debaten, entre ellas algunas pinturas que se atribuyen a Theodor van Thulden (Martirio de san Adrián, Gante, iglesia de San Miguel), a Erasmus Quellinus II (Matrimonio místico de santa Catalina) o a Thomas Willeboirts Bosschaert, podrían corresponderle.